# Børge Mogensen
Børge Westergaard Mogensen (født 13. april 1914 i Aalborg, død 5. oktober 1972 i Gentofte) blev udlært som møbelsnedker med svendebrev 1934. Uddannet til møbelarkitekt ved Kunsthåndværkerskolens Møbelhøjskole 1936-38 og ved Kunstakademiets Møbelskole 1938-42. Ansat på Kaare Klints og Mogens Kochs tegnestuer 1938-42. Leder af Fællesforeningen for Danmarks Brugsforeningers (FDB) møbeltegnestue 1942-50. Lærer på Kunstakademiets Møbelskole 1945-47. Egen tegnestue fra 1950. Deltog i Snedkerlaugets årlige møbeludstillinger og i Landsforeningen Dansk Kunsthåndværk udstillinger i Danmark og i udlandet. Separatudstilling i London 1961. Har blandt andet tegnet møbelserier for snedkermester Erhard Rasmussen, AB Karl Andersson & Söner, Curt Danel, Fredericia Stolefabrik A/S, Fritz Hansens Eftf A/S, P. Lauritzen & Søns Møbelfabrik, C.M. Madsens Fabrikker. Tegnede fra 1953 boligtekstiler for tekstilfirmaet C. Olesens Cotilkollektion. Tilkendt Eckersbergs Medaille1950 og C.F. Hansens Medaille1972.
For FDB udviklede Børge Mogensen en møbelserie med inspiration i shakermøbler, og flere af hans shakerborde fremstilles og sælges stadig.

## Galleri
- Den spanske stol udstillet på Designmuseum Danmark
- Tremmesofa udstillet på Designmuseum Danmark